# Freak Kitchen (album)
Freak Kitchen är det tredje studioalbumet till det svenska progressiva metal-bandet Freak Kitchen. Albumet släpptes 1998 av det danska skivbolaget Thunderstruck Productions.

## Låtlista
1. "We've Heard It All Before" – 3:56
2. "Vaseline Bizniz" – 4:36
3. "Michael & the Syndrome" – 3:56
4. "Entertain Me" – 3:53
5. "My New Haircut" – 3:24
6. "Broken Food" – 4:21
7. "Bull" – 5:06
8. "Mr. Kashchei & the 13 Prostitutes" – 7:14
9. "Scattered" – 4:38
10. "Six Dildo Bob & the Bluegrass Samba from Hell" (instrumental) – 2:18
11. "Tiny Little Second" – 3:22
12. "Pathetic Aestetic" – 4:39
13. "A Regular Guy" – 4:05

Bonusspår på Japan-utgåvan
1. "Also sprach Cetacea" – 1:57

Text & musik: Mattias "IA" Eklundh (spår 1–8, 10, 11, 13, 14), Christian Grönlund (spår 9, 12)

## Medverkande
Musiker (Freak Kitchen-medlemmar)
- Mattias "IA" Eklundh – sång, gitarr, banjo, mandolin, percussion, keyboard, cittra
- Joakim Sjöberg – trummor
- Christian Grönlund – sång (spår 12), bakgrundssång (spår 9), basgitarr

Produktion
- Mattias "IA" Eklundh – producent, ljudtekniker
- Roberto Laghi – ljudmix
- Christian Grönlund – omslagskonst